# Xã Sweet Home, Quận Clark, Missouri
Xã Sweet Home (tiếng Anh: Sweet Home Township) là một xã thuộc quận Clark, tiểu bang Missouri, Hoa Kỳ. Năm 2010, dân số của xã này là 304 người.